# Almindelig fredløs
Almindelig fredløs (Lysimachia vulgaris) er en 50-140 cm høj urt, der vokser på næringsrig bund i skove og grøftekanter.

## Beskrivelse
Almindelig fredløs er en flerårig urt med en opret vækst. Stænglerne er stift oprette, behårede og runde i tværsnit. Bladene sidder kransstillet (eller allerøverst: modsat), og de er elliptiske med hel rand. Begge sider af bladet er lysegrønne, undersiden med dunet behåring og oversiden med et netværk af forsænkede bladribber.
Blomstringen sker i juni-juli, hvor blomsterne sidder i små stande fra de øverste bladhjørner og ved enden af skuddet. Blomsterne er 5-tallige, gule og regelmæssige med slanke kronblade. Frugten er en 5-rummet kapsel med mange frø.
Rodnettet består af en kraftig, vandret krybende jordstængel, der bærer både de overjordiske skud og de trævlede rødder.
Højde x bredde og årlig tilvækst: 1,00 x 0,20 m (100 x 20 cm/år), heri ikke medregnet de mange skud fra de underjordiske udløbere.

## Voksested
Planten er udbredt i Centralasien, Kaukasus og Europa, herunder i Danmark, hvor den findes i plantesamfundet Phragmition, som er knyttet til lysåbne voksesteder, der står under vand i hele året eller det meste af vækstperioden.
Den er i Danmark udbredt over hele landet på fugtig, næringsrig bund i skove, på grøftekanter og sø- og åbredder.
I det karstlandskab i det vestlige Irland, som man kalder "Turloughs", findes den på ugræssede, men næringsrig bund sammen med bl.a. alm. mjødurt, bidende pileurt, håret star, kærguldkarse, musevikke, rørgræs og toradet star.
| Portal | Portal:Botanik |